# داویت باغیشتسی
داویت باغیشتسی (ارمنی: Դավիթ Բաղիշեցի؛ انگلیسی: Dawit Bałišetsi درگذشته ۲۹ دسامبر ۱۶۷۳)، تاریخ‌نگار و کشیش اهل ارمنستان بود.

## زندگی‌نامه
وی در بیتلیس به دنیا آمد. در سال ۱۶۴۷ به درجه وارداپتی نایل گردید و در سال ۱۶۵۱ به عنوان کشیش ارشد صومعه خندراکاتار منصوب گشت. وی در ۲۹ دسامبر ۱۶۷۳ درگذشت و در جزیره (Islet of Lim) دریاچه وان به خاک سپرده شد.